# Hinomaru Zumō
Hinomaru Sumou (火ノ丸相撲?) es una serie de manga creada por Kawada que comenzó a serializarse el 26 de mayo de 2014 en el semanario Weekly Shonen Jump, de la editorial Shūeisha. Tiene en su haber veintiocho tomos publicados. Se realizó una adaptación a anime hecha por el estudio Gonzo que se estrenó el 5 de octubre de 2018.

## Argumento
Ushio Hinomaru es un joven estudiante de bachillerato que, tras dejar el sumo en secundaria a pesar de ser reconocido como un "rey" y futuro Yokozuna, vuelve tras tres años de duro entrenamiento para convertirse en el mejor de Japón. Uniéndose a un instituto con club de sumo, pero que solo tiene un miembro, decide también formar un equipo a la altura, todo para ser el Yokozuna.